# Hanna Maljar
Hanna Vasylivna Maljar (in ucraino Ганна Василівна Маляр?; Kiev, 28 luglio 1978) è una politica ucraina vice Ministro della difesa dal 4 novembre 2021.
Laureata all'Istituto internazionale di linguistica e diritto di Kiev, è stata docente presso lo stesso istituto per poi iniziare a lavorare per lo Stato Ucraino.